# Neiden
Neiden (sami skolt: Njauddâm, sami septentrional: Njávdán, sami : Njiävđám, finès: Näätämö) és una vila de Lapònia de 250 habitants. No hi ha dades de superfície de Neiden que, situat a la vora del riu homònim, resta dividit en dos països diferents; Noruega i Finlàndia. Un dels costats se situa al municipi de Sør-Varanger, al comtat noruec de Finnmark, i l'altre costat se situa al municipi d'Inari, a la Lapònia finlandesa. Neiden és el nom oficial a Noruega i Näätämö a Finlàndia. La carretera europea ruta E06 travessa el poble.